# Jacob Hendrik Geerlings

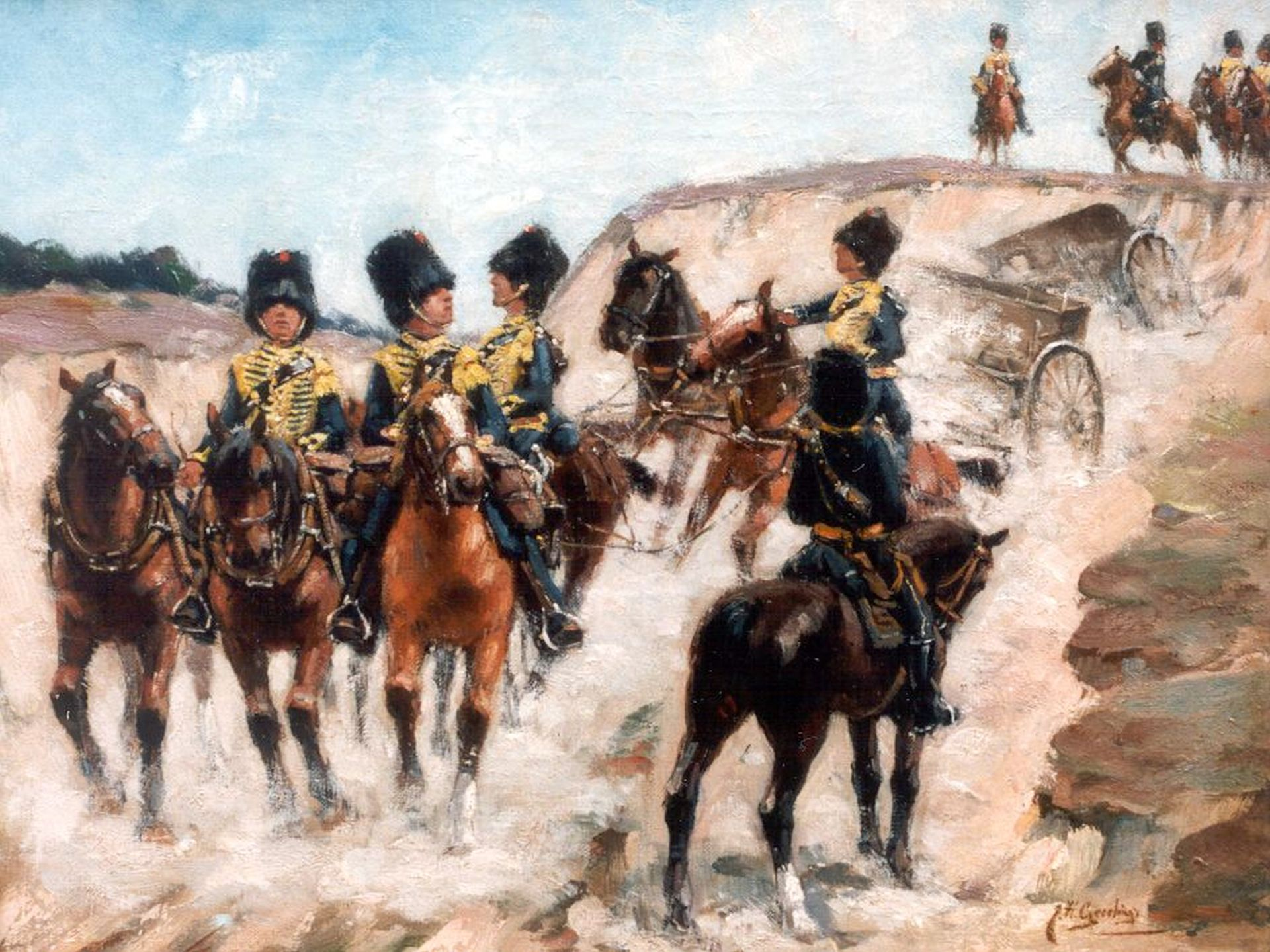
Kavalleristen

Jacob Hendrik Geerlings (* 11. September 1859 in Hummelo en Keppel; † 26. November 1939 in Zeist) war ein niederländischer Pferdemaler, Zeichner, Radierer und Lithograf sowie Kunstpädagoge. 
Geerlings studierte von 1877 bis 1884 an der Rijksakademie van beeldende kunsten in Amsterdam unter der Leitung von August Allebé, Barend Wijnveld, Joseph Albert Alberdingk Thijm, Lodevicus Ignatius Stracké, Johann Wilhelm Kaiser und Rudolf Stang.
Er lebte und arbeitete in Amsterdam, Haarlem bis 1922 (als Lehrer an der dortigen Schule für angewandte Kunst), Rheden bis 1923, Arnhem bis 1933 (als Direktor der dortigen Gesellschaft Kunstoefening), Utrecht bis 1939, Zeist. 
Er malte, ätzte, zeichnete und lithografierte Landschaften mit Pferden und Figuren, auch viele Artillerie und Husaren in Bewegung. Er war Mitglied von „Arti et Amicitiae“ in Amsterdam.
Zu seinen Schülern gehörten u. a. HFP Antheunis, JF Arriëns, AM Blaupot ten Cate, WJ Dekker, RJ Draijer, FF de Haas, AM Hendriks, MJA Hoogendijk, JA Jakma, BAM Janssen, JAG Laurillard, LLP de Leeuw, HN Polderman, EEP Rink, J Schouten, R. Spanjaard, PJ van der Ven und HCGM Verstijnen.
Geerlings zeigte seine Werke von 1877 bis 1905 auf den Ausstellungen in Amsterdam, Den Haag. Arnhem und Groningen. 